# Dapur Kejambon
Dapur Kejambon is een bestuurslaag in het regentschap Jombang van de provincie Oost-Java, Indonesië. Dapur Kejambon telt 4910 inwoners (volkstelling 2010).